# Kolesterol
Kolesterol er en organisk kemisk forbindelse, som findes i cellemembraner i alle slags væv hos dyr. Kolesterol findes også i meget små mængder i planter. Kolesterol er en sterol og et lipid. Navnet kommer fra græsk chole- (galde) og stereos (fast stof), samt den kemiske endelse -ol for en alkohol. Navnet kommer af, at kolesterol første gang blev identificeret på fast form i galdesten i 1784.
Kolesterol kommer ikke kun fra kosten: det syntetiseres i kroppen fra ubrugte metabolitter. Mængden af kolesterol i blodet kan overstige naturlige værdier, og så bør  kostens indhold af mættet fedt, som får LDL-kolesterol til at stige, ombyttes med umættede fedtstoffer fra  fisk og grøntsager ol.  Der findes store mængder af kolesterol i leveren, rygmarven og hjernen. Det spiller en vigtig rolle i mange biokemiske processer, men er bedst kendt i forbindelse med hjerte-karsygdomme. Kolesterol er uopløseligt i blodet, men transporteres rundt i kroppen bundet til forskellige slags lipoprotein.
I helbredssammenhænge opdeles kolesterol i det "gode" kolesterol HDL (høj-densitet lipoprotein) og "dårligt" kolesterol LDL (lav-densitet lipoprotein). HDL-kolesterolet kan hæves ved at dyrke motion og spise sundt, mens LDL-kolesteroltallet skal sænkes, da det er den form for kolesterol, der anføres som en af de væsentligste årsager til åreforkalkning og hjerte-kar-sygdomme, som hvert år medfører 23.000 dødsfald.
Det, der påvirker kolesteroltallet, er arv og miljø. Men kolesterolniveauet i blodet stiger også med alderen. Forhøjet kolesteroltal ses også ved sukkersyge,  lavt stofskifte eller alkoholmisbrug. Kvinder har et højere HDL-kolesterolniveau end mænd. 

## Fysiologi

### Funktion
Kolesterol er nødvendigt for opbygning og vedligeholdelse af cellemembraner; det regulerer membranernes fluiditet over et stort temperaturområde. Hydroxylgruppen interagerer med lipidernes fosfat-hovedgrupper, mens den store kulbrintedel er indlejret i membranens hydrofobe del. Kolesterol bidrager til produktionen af galde (som lagres i galdeblæren og bruges ved nedbrydning af fedt) og er vigtig for metabolismen af de fedtopløselige vitaminer, som f.eks. vitamin A, D, E og K. Kolesterol er et af hovedreagenserne i syntesen af vitamin D og forskellige steroidhormoner, bl.a. kortisol og aldosteron samt kønshormonerne progesteron, østrogen og testosteron.

### Syntese og optagelse
Mammale cellemembraner kan ikke fungere normalt uden kolesterol, og det må enten syntetiseres i det endoplasmatiske reticulum eller indtages med kosten. I det sidste tilfælde transporteres det med blodet i lipoproteiner. De optages i cellen via receptor-medieret endocytose og hydrolyseres i lysosomer.
Kolesterol syntetiseres fra acetyl-CoA i mange celler og væv. Ca. 20–25% af den daglige produktion (~1 g/dag) foregår i leveren. Der syntetiseres også kolesterol i tarmene, binyrerne og kønsorganerne. En person der vejer 68 kg har typisk 35 g kolesterol i kroppen, den typiske daglige produktion er 1 g og et typisk indtag via kosten er 200-300 mg.
Konrad Bloch og Feodor Lynen delte Nobelprisen i fysiologi eller medicin i 1964 for deres opdagelser af kolesterol- og fedtsyremetabolismens mekanisme og regulering.

## Fødekilder
De største mængder kolesterol findes i æg, oksekød og fjerkræ. 
Planter indeholder små mængder kolesterol, så selv veganerkost, som ikke indeholder animalske produkter, indeholder små mængder kolesterol. Det er dog så små mængder, at man skal indtage 9,6 liter ren jordnøddeolie for at få samme mængde kolesterol, som der er i ét æg.  
Vegetabilske produkter indeholder andre kolesterollignende forbindelser, fytosteroler, som menes at kunne sænke mængden af kolesterol i blodet. 

## "Grusomt" kolesterol
I tilgift til blodets indhold af  'det gode' HDL-kolesterol og 'det onde' LDL-kolesterol har danske forskere fundet endnu en komponent, nemlig restpartikel kolesterol, som er forhøjet i blodet hos overvægtige og svært overvægtige. Restpartikel kolesterol har også fået betegnelsen det "grusomme" kolesterol. Det skyldes, at det er direkte årsag til åreforkalkning og tredobler risikoen for  iskæmisk hjertesygdom, hvor hjertet mangler ilt på grund af af forsnævrede eller blokerede kranspulsårer. Det viser sig at hver femte dansker har forhøjet "grusomt" kolesterol.
Ifølge international forskning er proteinet PCSK9 med til at sænke kroppens evne til at komme af med LDL-kolesterol i blodet. I 2014 fandt danske forskere fra Aarhus Universitet ud af, at receptoren sortilin øger aktiviteten af PCSK9. Hvis man dermed hæmmer sortilin, har det samme effekt, som hvis man alene hæmmer PCSK9. Dermed har man fundet en ny måde, som kan forebygge åreforsnævring.